# Langemarki német katonai temető
A langemarki német katonai temető (Deutscher Soldatenfriedhof Langemark) egy első világháborús sírkert a belgiumi Langemark (a háború idején Langemarck) közelében, északra Ypres-től. Alig öt kilométerre fekszik a Poelcapelle nemzetközösségi katonai temetőtől és három kilométerre a Saint Julien-i kanadai háborús emlékműtől. A sírkertben 44 294 német katona földi maradványait hantolták el. Tervezője Robert Tischler volt.

## Története
A mai temető egy 1915-ben megnyitott kicsi német sírkertből nőtt ki, és számos átalakításon és bővítésen esett át az első világháború óta. Az 1920-as évek közepén a német hadisírgondozó szervezet (Volksbund Deutsche Kriegsgräberfürsorge) és a belgiumi temetőket gondozó német hivatal megkezdte a flandriai temetők renoválását. Ebben az időben a sírkertet Langemarck-Nord néven ismerték. Területére 15 másik temetkezési helyről vittek át exhumált halottakat.
1930-ban további munkák következtek, mások mellett tölgyfákat ültettek. A sírkertet átnevezték 123-as számú Német Katonai Temetőre. 1932. július 10-én szentelték fel hivatalosan. 1940 júniusában felkereste a temetőt Adolf Hitler, aki az első világháborúban a közelben harcolt.
1954-ben döntés született arról, hogy a belgiumi harcmezőkön elesett német katonákat három temetőbe (Langemark, Menen és Vladslo) gyűjtik össze, hogy könnyebb legyen a sírok rendben tartása. Tizennyolc temetőből újabb több mint kilencezer hősi halott maradványait szállították át Langemarkba. Nincsenek egyéni sírok, általában nyolc katona maradványai kerültek egy temetkezési helyre, nevük közösen szerepel egy-egy sírkövön. A sírkertben nyugszik az a nagyjából háromezer, a sereghez önkénteslént csatlakozó diák, aki az első ypres-i csatában, a Langemarckért folyó 1914 október-novemberi ütközetben esett el, ezért a temetkezési helyet Diáktemetőként (Studentenfriedhof) is ismerik. Két brit katonát is eltemettek a sírkertben.

## Azonosítás

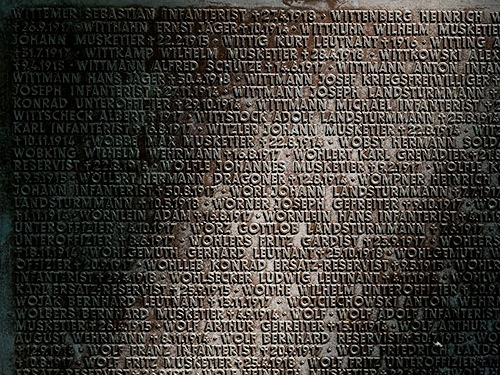
Nevek az egyik bronztáblán

1984-ben befejeződtek a fejlesztési munkák a temetőben. Az akkori adatok szerint 19 378 azonosított katona és 24 916 ismeretlen hősi halott nyugodott a területen. Utóbbiakat egy tömegsírba, a Bajtársak sírjába (Kameraden Grab) kerültek. Az azóta eltelt időben a hadisírgondozó szervezet 16 940-en katonát azonosított a tömegsírban nyugvók közül, nevüket bronztáblákon örökítették meg. A temetőben meghagytak három német bunkert is.
A sírkertet négy gyászoló katona bronzszobra díszíti, amelyeket a müncheni Emil Krieger szobrász készített. Az inspirációt egy 1918-as fotó adta, amelyen a 238. tartalék gyalogezred katonái láthatók bajtársuk sírja mellett. A kép a német sajtóban jelent meg. Az életnagyságúnál valamennyivel nagyobb alakok eredetileg a bejárati épület közelében álltak, csak később helyezték át őket a temető nyugati széléhez. A temetőben több helyen állnak bazaltkeresztek hármas csoportokban, utalva a hadisírgondozó szervezet jelképére.